# Hans Refior
Hans Refior foi um oficial alemão do Exército (Wehrmacht) durante a Segunda Guerra Mundial.

## Segunda Guerra
Em 18 de março de 1945, o coronel Refior se tornou membro do Estado-Maior do Tenente-general (Generalleutnant) Helmuth Reymann durante a Batalha por Berlim. Reymann foi nomeado comandande da Defesa da Área de Berlim em 6 de março. Desde o inicio, era claro para Refior que o predecessor de Reymann, o General Bruno Ritter von Hauenschild, tinha deixado nada de útil para ele.
No começo de abril, Refior e Reymann concordaram com o fato de que Berlim não tinha chances de segurar um ataque inimigo com o que eles tinha tinham em mãos. Eles recomendaram ao ministro Joseph Goebbels que todos os civis na grande área da capital fossem evacuados. Refior e Reyman disseram que era de tremenda importância que as mulheres e crianças deixassem a cidade. A resposta de Goebbels deixou claro para Refior e Reymann que ele não tinha ideia da precariedade da situação e de toda a logistica necessaria para uma evacuação em massa.
Refior e Reymann foram então tentar descobrir quantos soldados e quantas armas eles tinham de fato disponível para a "Defesa da Área de Berlim". Eles rapidamente descobriram que o título da missão não tinha significado. A "Defesa de Berlim" era apenas outra frase, como "Fortaleza" (Festung), que era proclamada por Adolf Hitler para seus comandantes quando de fato havia uma grosseira falta de suprimentos e homens disponíveis.
Em 22 de abril, Reymann foi substituído pelo General Helmuth Weidling como comandante da Defesa da Área da capital. Weidling deixou Refior e fez dele membro do seu Estado-Maior "civil".
Na manhã de 26 de abril, Refior foi acordado enquanto dormia no Quartel-general de Weidling, o Bendlerblock. O que o acordou foi uma rajada de tiros. Ele sabia que essas rajadas eram normalmente uma "saudação" antes do maciço lançamento de misseis katyusha pelos russos.
Em 2 de maio de 1945, junto com Weidling, Theodor von Dufving, e o restante do Estado-Maior e outros membros da equipe de Weidling, Refior se rendeu aos Soviéticos.